# 本多光太郎

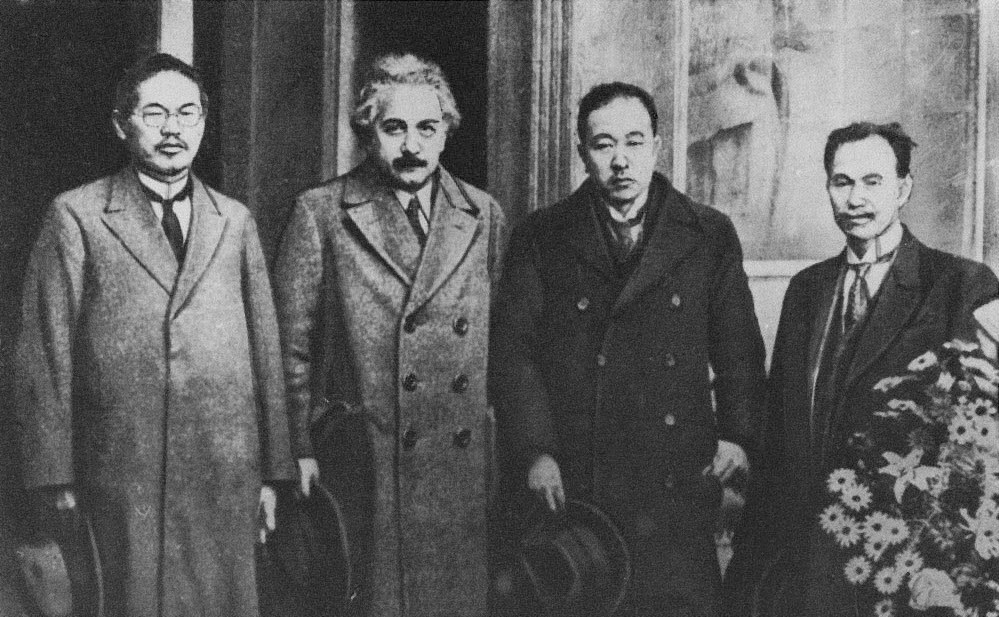
东北大学 (日本)访问合影，从左至右本多光太郎、阿尔伯特·爱因斯坦、爱知敬一、日下部四郎太

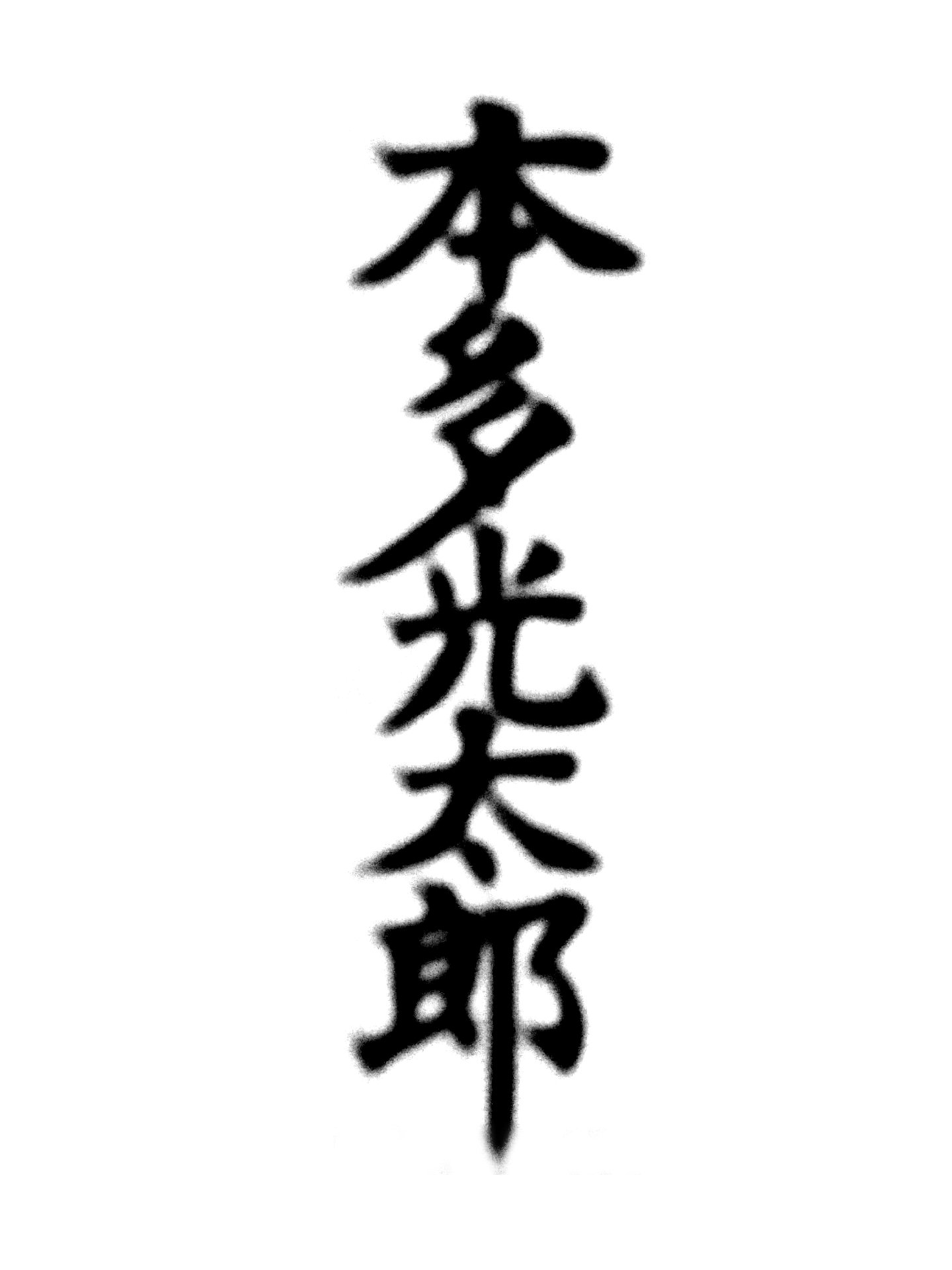
本多光太郎签名

本多光太郎（1870年3月24日—1954年2月12日）是一位日本物理学家，冶金学家。与长冈半太郎、铃木梅太郎合称为理化学研究所三太郎。

## 生平
1870年出生于日本爱知县，1897年毕业于东京大学物理学科，后赴英国和德国留学。1911年担任东北大学 (日本)教授，1917年发明KS Steel，1922年獲任命為帝国学士院会員，1931年担任东北大学 (日本)校长，1932年获得诺贝尔物理学奖提名，但最终未获奖。1934年发明新KS钢，1949年担任東京理科大学校长。

## 荣誉
1930年被选为日本十大发明家，1937年获得文化勳章，1951年被选为文化功勞者。